# Chernov Che-22 Korvet
| Máy bay Che-22        |                   |
| Thông số kỹ thuật     |                   |
| Kiểu                  | Che-22            |
| Chức năng             | Thủy phi cơ       |
| Sức chở               | 2 người           |
| Động cơ               | 2*64 hp Rotax-582 |
| Tiệu thụ năng lượng   | 18 lít/giờ        |
| Trọng lượng rỗng      | 370 kg            |
| Trọng lượng tối đa    | 750 kg            |
| Tốc độ bay            | 145–150 km/giờ    |
| Tốc độ bay tối đa     | 170–190 km/giờ    |
| Tầm bay               | 430–600 km        |
| Bình nhiêu liệu chính | 80 lít            |
| Bình nhiên liệu ngoài | 140 lít           |

Che-22 "Korvet" là máy bay lưỡng dụng hai động cơ, được nghiên cứu phát triển từ kiểu máy bay Che-20 chế tạo tại nhà trước đây của Boris Chernov và E.Yungerov. Đầu thập niên 1990, các nhà thiết kế bắt đầu sản xuất Che-22 cho mục đích thương maị.
Máy bay có thể hoạt động ngay từ các hồ nhỏ trong rừng và trên sông và thực hiện nhiều nhiệm vụ như: theo dõi sinh thái, tuần tra biên giới, huấn luyện bay, du lịch.
Che-22 trở thành một trong các máy bay "cây nhà lá vườn" (homebuilt) đầu tiên của Nga được sản xuất cho sử dụng đại chúng. Chẳng bao lâu khi máy bay Che-22 bắt đầu được sản xuất thì Boris Chernov rời công ty và khởi sự một nhóm nghiên cứu riêng của mình để chế tạo Che-25 và Che-15.
Tính đến đầu năm 1999 có khoảng 30 chiếc Che-22 được sản xuất và bán, đa số là tại Nga, một chiếc bán cho Philippines và sau đó được bán lại cho Việt Nam (Nam Phi một, Ukraina một, Hy Lạp một).